# Cyrille de Thessalonique
Pour les articles homonymes, voir Cyrille.
Cyrille (grec ancien : Κύριλλος, Kyrillos, église slave Кирилъ Kiril) né vers 826/827 à Thessalonique et mort le 14 février 869 à Rome. Il est le plus jeune et le plus importants des deux frères missionnaires en territoire slave, Cyrille et Méthode. Il est également connu pour avoir converti l'aristocratie de Kiev (pour la plupart des Varègues) et la plupart de la population. Le vrai nom de Cyril est Konstantin ou Konstantinos et il n'a probablement adopté le nom de Cyril que lorsqu'il est entré dans un monastère grec à Rome peu de temps avant sa mort.

## Biographie

### Jeunesse
Konstantin nait au IXe siècle à Thessalonique. Son père, Leontinos, est drungarios (officier de la marine) byzantine et sa mère se nomme Maria. Konstantin est le plus jeune de sept frères et sœurs. Il suit une instruction, comme son frère Michael. À la mort de son père, il a 14 ans, et poursuit son éducation de base à Thessalonique jusqu'à 17 ans.
Il se rend à Constantinople où il étudie la philosophie, la grammaire, la rhétorique, la musique, l'arithmétique, la géographie et l'astronomie à l'université impériale de Constantinople. En plus du grec, il parle également le slave dès son plus jeune âge et étudie ensuite le latin, le syriaque et l'hébreu,.
Parmi ses professeurs se trouve le lecteur Léon le mathématicien et professeur (plus tard patriarche) Photios I. Son tuteur est l'eunuque et logothète (secrétaire d'État à la cour impériale) Theoktistos (Theoctistes).

### Mission aux Khazars
À l'invitation du souverain des Khazars, Constantin entreprit une mission auprès des Khazars vers 860, dont le roi juif avait permis aux Juifs, musulmans et chrétiens de vivre ensemble en paix.
Il mène des débats théologiques avec des rabbins parmi les Khazars. Deux cents Khazars ont été baptisés. Au lieu de la récompense que lui offrait le souverain Khazar, Constantin demande de faire libérer 200 esclaves grecs. Le roi Khazar écrit plus tard une lettre de remerciements à l'empereur byzantin, louant la mission et assurant l'amitié de son peuple. Bien que Constantin n'ait pas réussi à convertir les Khazars au christianisme, il convertit les Alains et les Goths restants dans la région peulienne.
Selon la tradition hagiographique, il aurait été accompagné de son frère Méthode. Ils auraient retrouvé en Crimée les reliques du pape Clément Ier, qu'ils devaient apporter à Rome en 868. Cependant, ces affirmations relèveraient davantage d'une légende ultérieure.
En 861, Constantin retourne à Constantinople et se consacra à la recherche linguistique.

### Mission en Moravie

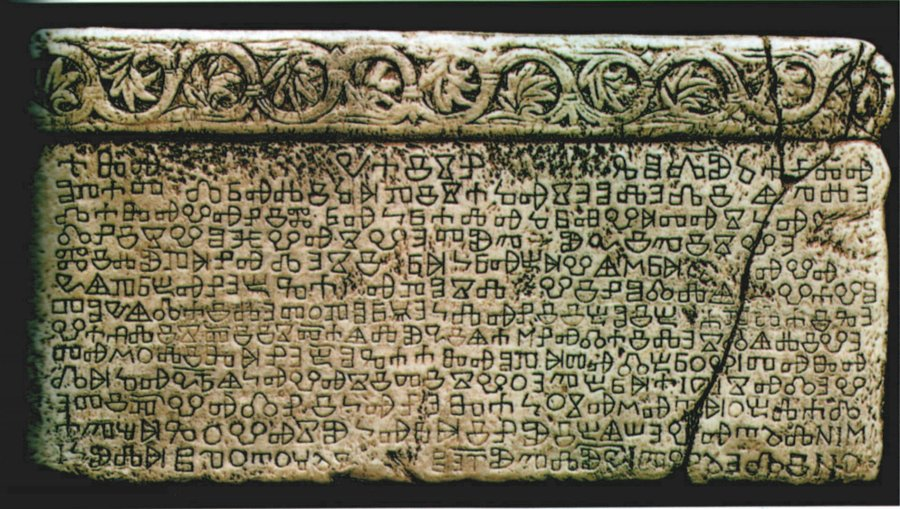
Tablette Baška (écriture glagolitique) - exemple d' écriture glagolitique développée par Cyril pour la mission morave.

Cette mission débute vers 862 sous le patriarcat de Photios. Constantin et Méthode arrivent en Moravie vers 863.
Ils apportent avec eux les premières traductions, les symboles de la double croix byzantine ainsi que les reliques de Saint Clément.

### Arrivée à Rome

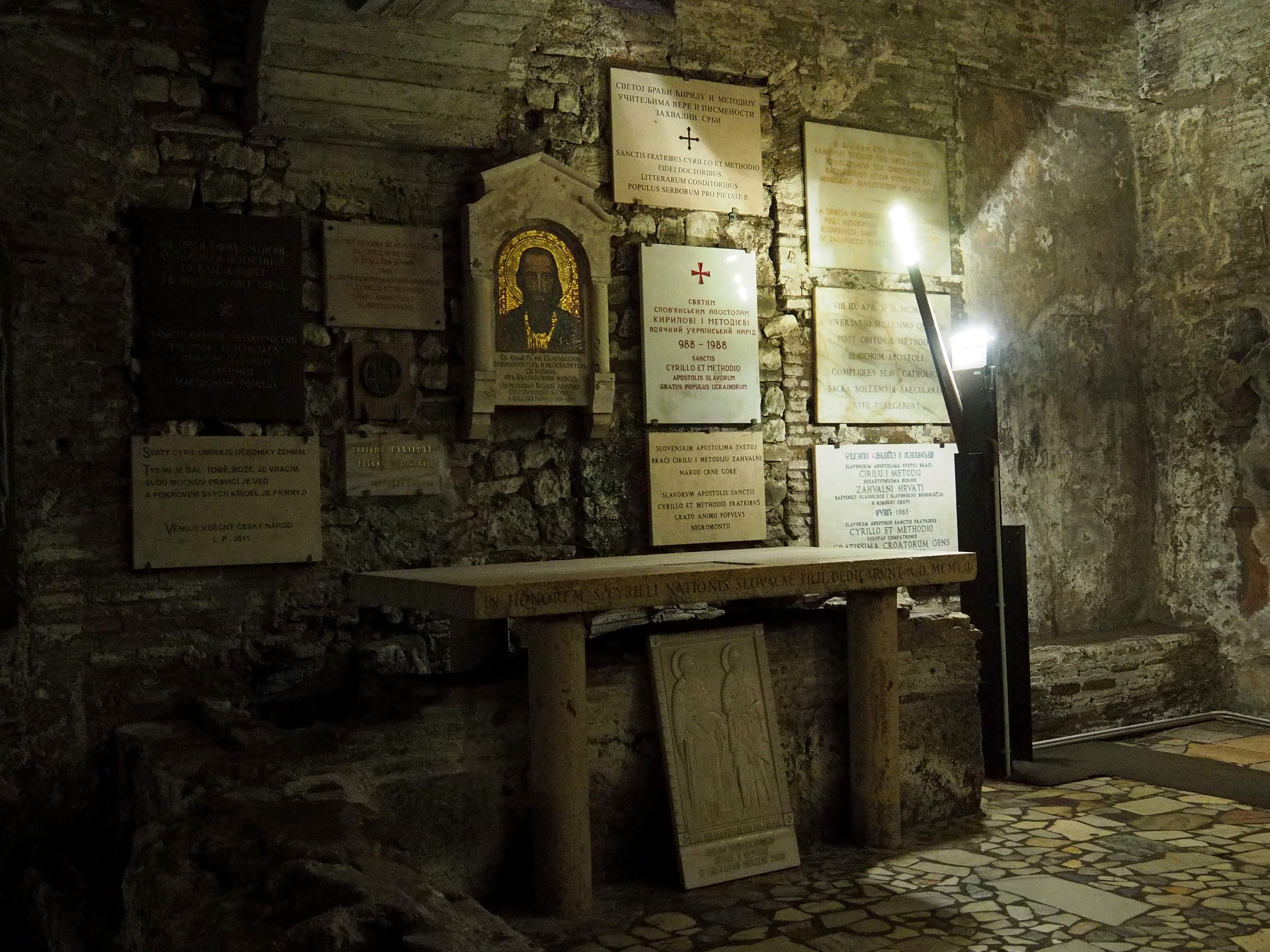
tombeau de st. Cyrille dans la basilique Saint-Clément à Rome.

À l'automne 867, les frères et leurs disciples arrivent à Venise, où ils défendent l'usage du vieux slavon comme langue de la liturgie devant une assemblée de prêtres. À Venise, Constantin reçoit l'invitation officielle du pape Nicolas Ier à Rome. Cela s'est probablement produit parce qu'il transportait avec lui les reliques susmentionnées de Clément Ier.
Fin 868, Constantin tombe malade à Rome. Il devient moine dans un monastère, où il prend probablement aussi le nom de Cyrill (Kyrillos), et y meurt en février 869. Il est enterré dans la basilique Saint-Clément à Rome.

## Travaux

### Fondamentaux
Constantin développe le premier alphabet slave, l'écriture glagolitique (Hlaholica, Glagolica, Glagoljica), spécialement pour la mission morave. À partir de cela et principalement de l'écriture grecque développée à la fin du IXe siècle, l'écriture cyrillique porte son nom aujourd'hui.
Pour sa mission, Constantin traduit le Nouveau Testament dans une langue qu'il a d'abord dû construire - probablement à partir du dialecte slave le plus proche de lui - et qui est maintenant connue sous le nom de Vieux-slave . À l'origine, c'était un dialecte slave utilisé dans la région de Salonique, mais pendant la mission morave, il y incorpore de nombreux éléments des dialectes slaves occidentaux parlés dans cette région.